# Bristol Hercules

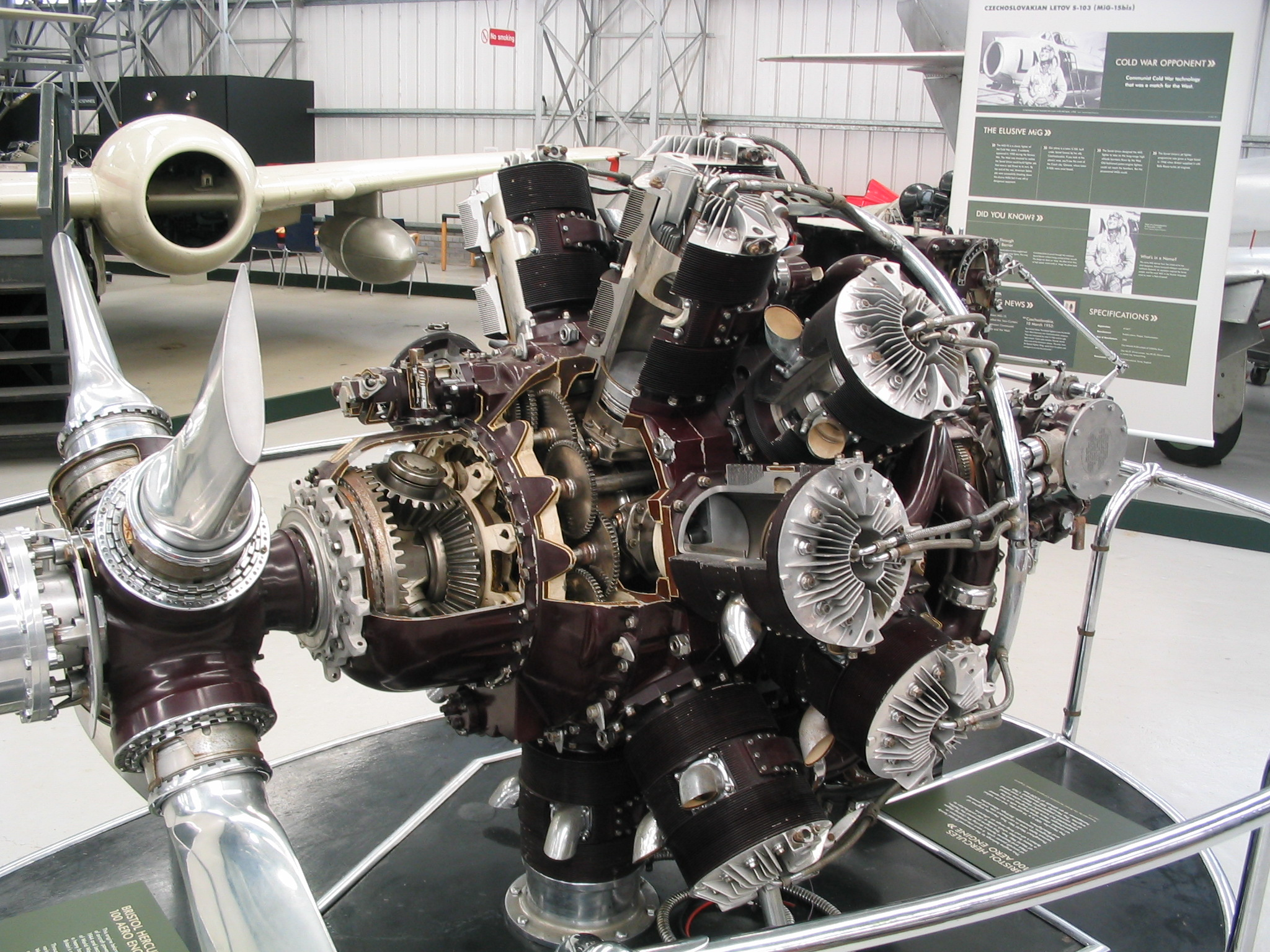
Мотор с вырезанными для обозрения частями в шотландском музее

Bristol Hercules (с англ. — «Бристоль Геркулес») — британский 14-цилиндровый двухрядный  радиальный поршневой двигатель. Использовался массово, число построенных двигателей превышает 57 тысяч.

## Использовался
Великобритания:
- Armstrong Whitworth Albemarle
- Avro Lancaster B.II
- Avro York C.II
- Bristol Beaufighter
- Bristol Freighter
- Bristol Superfreighter
- Folland Fo.108
- Handley Page Halifax Mk.III и VI
- Handley Page Hastings
- Handley Page Hermes
- Northrop Gamma
- Saro Lerwick
- Short S.26
- Short Seaford
- Short Solent
- Short Stirling
- Vickers Valetta
- Vickers Varsity
- Vickers VC.1 Viking
- Vickers Wellesley
- Vickers Wellington
- Northrop 8A (1 8A-1 был куплен компанией Bristol в Швеции для испытаний с двигателем Hercules)[1]
- Northrop Gamma 2L куплен для испытаний

 Испания
- CASA C-207 Azor

 Нидерланды
- Fokker T.IX

 Франция:
- Breguet 890 Mercure
- Nord Noratlas